# The Asterisk War
The Asterisk War (яп. 学戦都市アスタリスク, Ґакусен Тоші Асутарісуку) — японська серія ранобе автора Юу Міядзакі й ілюстратора Окіури. Видавництво Media Factory опублікувало 8 томів з вересня 2012-го під лейблом MF Bunko J. Манга-адаптацію ілюструє Нінген і публікується у сейнен-журналі Monthly Comic Alive з січня 2013 р., існує два танкобони. Однойменний аніме-серіал транслюється з 3 жовтня 2015 р. студії A-1 Pictures. Перша частина з 12 епізодів буде транслюватися з жовтень по грудень 2015 р., вона ліцензована Aniplex of America для показу у Північній Америці. Другий сезон виходив з 2 квітня по 18 червня 2016 року.

## Сюжет
У минулому сторіччі небачена катастрофа, відома як «Інверсія», суттєво змінила світ. Сили націй помітно зменшилися, прокладаючи шлях до конгломерату держав під назвою Об'єднана Імперія. Моральні цінності людей почали змінюватися, але водночас Інверсія дала світу нові можливості: вона дарувала людям небачені фізичні здібності, названі гінестелами.
Молоді хлопці й дівчата «інверсійного покоління» можуть потрапити у шість академій, які вивчають ці здібності. Академія Сейдокан міста Астеріск є найбільшою у світі для навчання і розвитку людських наздібностей. Сюди й потрапляє головний герой Аято Амагірі.
Аято прибуває до академії на запрошення президента студради Клавдії, де накликає на себе гнів могутнього бійця Юліс-Алексії фон Рісфілд, дівчини, яка кидає йому виклик на дуель.

## Персонажі
- Аято Амагірі (яп. 天霧 綾斗)

Центральний чоловічий персонаж. Основна мета Аято — знайти мету в житті та дізнатися правду про свою старшу сестру, хоча пізніше зізнається, що на додачу він бореться за Юліс. У нього фіолетові волосся й очі, носить традиційну чоловічу форму академії Сейдокан.
Аято — безневинний хлопець, часто в кінцевому підсумку потрапляє в незручні ситуації. Він сором'язливий, але ввічливий і трохи наївний. Однак, він намагається робити правильні речі, сильний боєць і добре навчений. Його виразна риса характеру — вміння контролювати себе навіть у небезпечних і критичних ситуаціях.
Сім'я Аято працює в додзьо, що навчає древній техніці меча. Він ріс разом з батьком і сестрою та Сасамією Саєю, подругою дитинства і спаринг-партнером.
- Юліс-Алексія фон Рісфілд (яп. ユリス＝アレクシア・フォン・リースフェルト)

Центральний жіночий персонаж. Основна мета Юліс в академії — отримання грошей для дитячого будинку в Лізетанії. Має темно-рожеве волосся і блакитні очі, часто носить жіночу форму академії Сейдокан. У главі 12 манги показано, що Юліс носить сукню з довгими рукавами довжиною до стегон, з чорним коміром; край рукава і сукні прикрашені чорним мереживом, у неї також є чорна парасолька з білим квітковим візерунком.
Юліс — принцеса, що постійно підкреслюється протягом серіалу. Елегантна, горда і красива молода дівчина, також часто гарячковита, вперта і може бути холодною з тими, з ким незнайома. Спочатку розглядає Аято і своїх друзів з презирством, але врешті-решт прогріється до них почуттями та називає на ім'я. Не любить покладатися на інших.
Боєць 5 рівня в академії, відома як «Вогняна відьма», володіє типом атаки рапіра-люкс. Пізніше об'єднується з Аято для участі в турнірі.
- Клаудія Енфілд (яп. クローディア・エンフィールド)

Президент студентської ради академії Сейдокан. Має довге хвилясте світле волосся з чубчиком на маківці та фіолетові очі. Носить жіночий мундир Сейдокан у парі з блузкою з оборками та високим коміром, темні чоботи і панчохи з підв'язками.
Клаудія — вишукана, привітна і розумна. Як президент студради, вона курує більшість справ школи сама і завжди добре інформована про події, що відбуваються в академії. Поряд з Аято при людях Клаудія показує свій хитрий і сором'язливий бік характеру, часто дратуючи нещасного Амагірі. З ним же наодинці вона показує свою слабку, ніжну і вразливу природу, часто фліртуючи та заграваючи до хлопця.
Клаудіа навчається в Сейдокан з першого року. Вона стала президентом у середній школі й була на цій посаді три терміни. Відвідувала Лізелтанію кілька разів. Її мати — шановний член інтегрованого Фонду підприємництва.
- Сасамія Сая (яп. 沙々宮 紗夜)

Подруга Аято, учениця академії Сейдокан. Основна мета — популяризувати зброю свого батька. Дівчина низького зросту, має світло-блакитне волосся до плечей, з чубчиком.
Сая — сонливо удавана дівчина, але набагато різкіша і розумніша, ніж спочатку це здається. Вона має жахливе відчуття напрямку, її можна класифікувати як куудере.
Подруга дитинства Ayato, втратила з ним контакт, коли сім'я переїхала в Мюнхен, Німеччина.
Батько Саї — інженер-дослідник, проєктує люкси класу пістолет.

## Медіа

### Аніме
Аніме транслювалося з 3 жовтня 2015 року по 18 червня 2016 року на Crunchyroll, ліцензовано Aniplex of America.

### Відеогра
Відеогра The Asterisk War: Houka Kenran розроблена компанією Bandai Namco Games вийшла 28 січня 2016 року в Японії та 26 липня 2016 в США (під назвою A.W. Phoenix Festa) для PS Vita.